# Doo wop

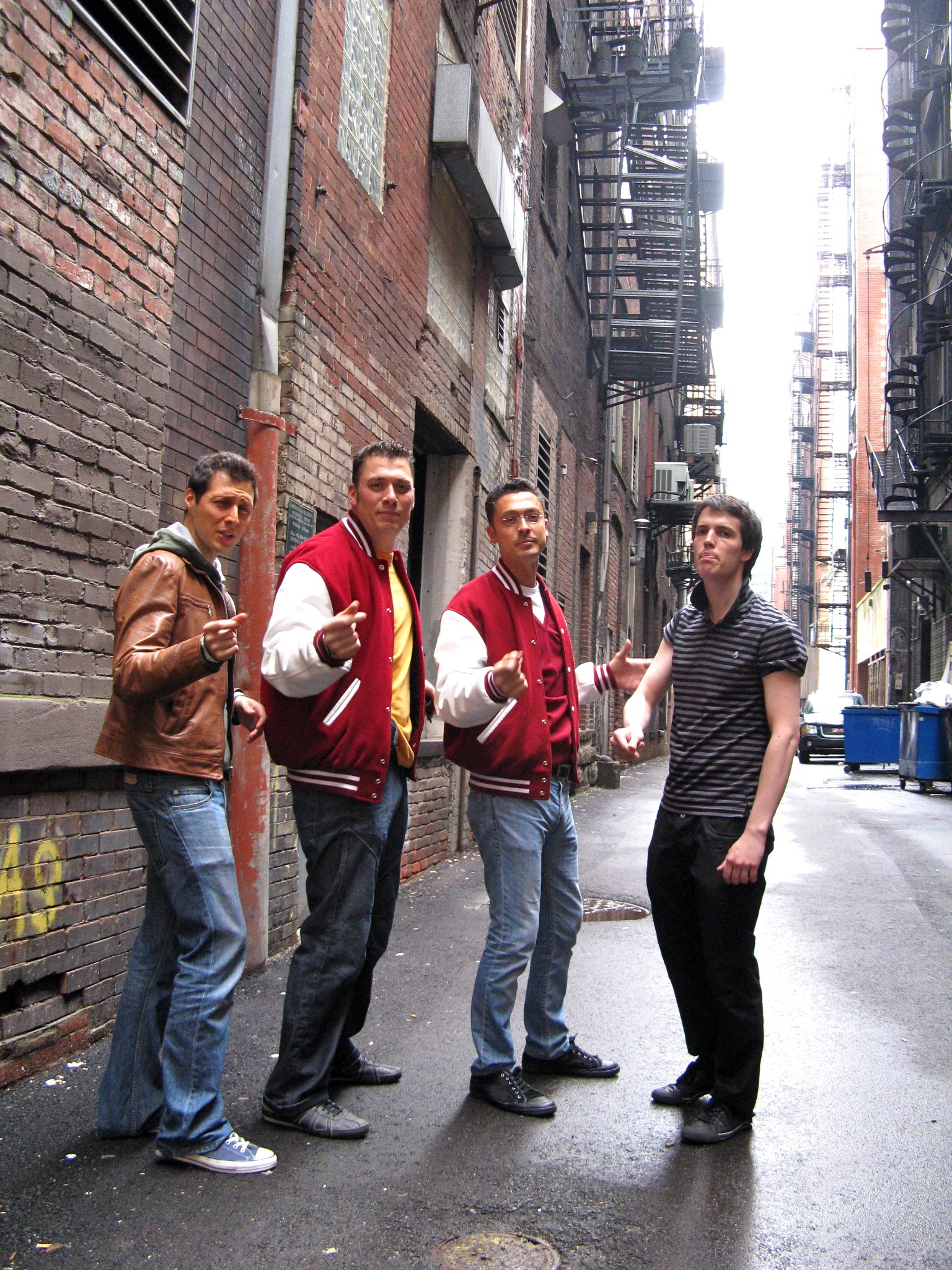
Los Earth Angels, grupo español de armonía vocal que participaron como invitados honoríficos (por haberse convertido en los Today's Doo wop Masters Series Premier Band) en el festival que reunió a los grandes artistas estadounidenses de este género en mayo de 2010 en Pittsburgh, Pensilvania.

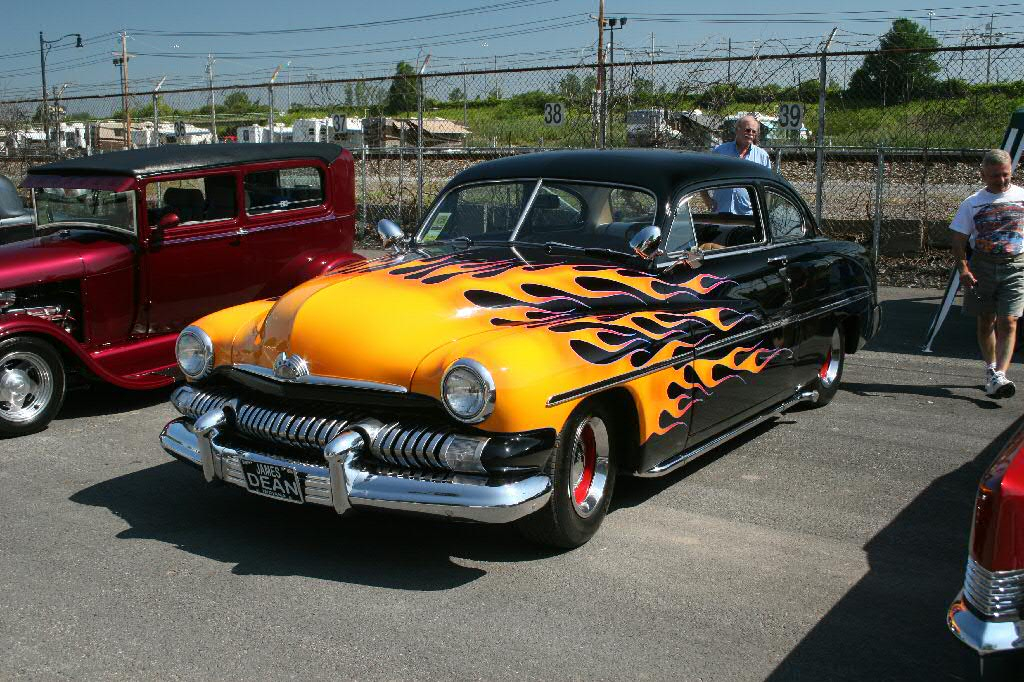
Un Mercury de 1949 típico de las clases populares de la movida juvenil de finales de los años 60 en los Estados Unidos.

El doo wop (conocido en español con el nombre onomatopéyico duduá) es un estilo vocal de música nacido de la unión de los géneros rhythm and blues y góspel. Se desarrolló en comunidades afroamericanas de los Estados Unidos durante los años 40 y alcanzó su mayor popularidad entre los 50 y los 60. Surgió de las calles de ciudades industriales de la región noreste de ese país: Nueva York, Filadelfia, Chicago, Baltimore y Pittsburgh, donde los muchachos se reunían llevando a cabo interpretaciones de temas clásicos de góspel o composiciones que ellos mismos creaban. En un principio, fue un estilo musical que estaba dirigido a una audiencia principalmente adulta y afrodescendiente, para posteriormente extenderse a un mercado adolescente y multirracial.
Algunos historiadores aseguran que, durante esta época se grabaron en los Estados Unidos más de quince mil discos de este estilo, y que su sonido armónico de voces entrelazadas que incorporaban elementos de rhythm and blues, jazz, swing y góspel, consistieron en el modelo que le dio formato al rock and roll.
Aunque se ha romantizado que sus inicios comenzaron en las esquinas de callejones, (Street corner style) realmente comenzó en los porches y garajes de las casas de los jóvenes, en pequeñas reuniones de cinco o seis adolescentes que intentaban sorprender a sus novias o adquirir cierta popularidad. Con su expansión, comenzó a practicarse en los callejones y prácticamente en cualquier lugar que pudiera ofrecer un eco que reforzase sus arreglos vocales. De hecho, este procedimiento fue el que dio nombre a la frase que posteriormente, en 1975, se convirtió en el tema Looking for an echo - "Buscando un Eco" - de Richard Reicheg (autor que recibió junto con su banda un premio Grammy en Mejor Composición Instrumental al año siguiente).
Se caracteriza por sus contenidos de voces a capela y por consistir en melodías en las que un vocalista principal es acompañado por los coros y frases del resto del grupo, el cual usualmente se compone de tres cantantes o más. Las composiciones incluyen un amplio rango de voces; contratenor, falsete, tenor, barítono y bajo vocal.
En la mayoría de grabaciones de estudio su instrumentación es muy ligera, reducida a un mero acompañamiento de fondo. Las actuaciones mantienen un ritmo de batería muy simple, otorgando el absoluto dominio a los diversos registros melódicos de las voces la riqueza armónica. Debido a esto, el Doo wop es también conocido por el sobrenombre de icecream changes.
Las primeras interpretaciones sonaban a grupos de estudiantes que le dedicaban una canción a su novia o amiga. Sus letras, compuestas de sílabas sin sentido y usualmente de una melodía simple y de carácter romántico captaban la atención de las adolescentes al sentirse claramente identificadas con el mensaje que enviaban, por lo que se convirtieron en típicas de las verbenas y de encuentros en los patios de recreo de los institutos, donde también era frecuente hacer «piques» entre ellos para demostrar quiénes eran mejores.
Con su proliferación y junto a la aparición e impacto del rock and roll vocal, llegó también una oleada de jóvenes que comenzaron a lucir tupés y también vestimentas para identificarse con el movimiento, como era el caso de algunas féminas usando prendas con lunares.
Algunos músicos del Bronx acudían a las escuelas públicas para enseñarles a los muchachos la técnica, y posteriormente, muchos colegios y centros sociales les proporcionaban un lugar donde pudiesen ensayar, de modo que se mantuviesen alejados de las calles, de la drogadicción y de la delincuencia. Algunas iglesias como la de San Anthony, (de la cual surgió el grupo femenino The Chantels, cuyo exclusivo sonido tenía su raíz en la música litúrgica de esta institución) colaboraron junto a emisoras de radio a promocionar el estilo. 
El mánager de la emisora de radio "WWRL Rocky Bridges", circulaba con una furgoneta por las calles del Bronx promocionando el género, mientras que la compañía "Co-Op" organizaba eventos musicales entre distintas formaciones de muchachos. Asimismo, el Doo wop colaboró en romper barreras raciales entre bandas de blancos y de color que colaboraban juntas.

## Etimología

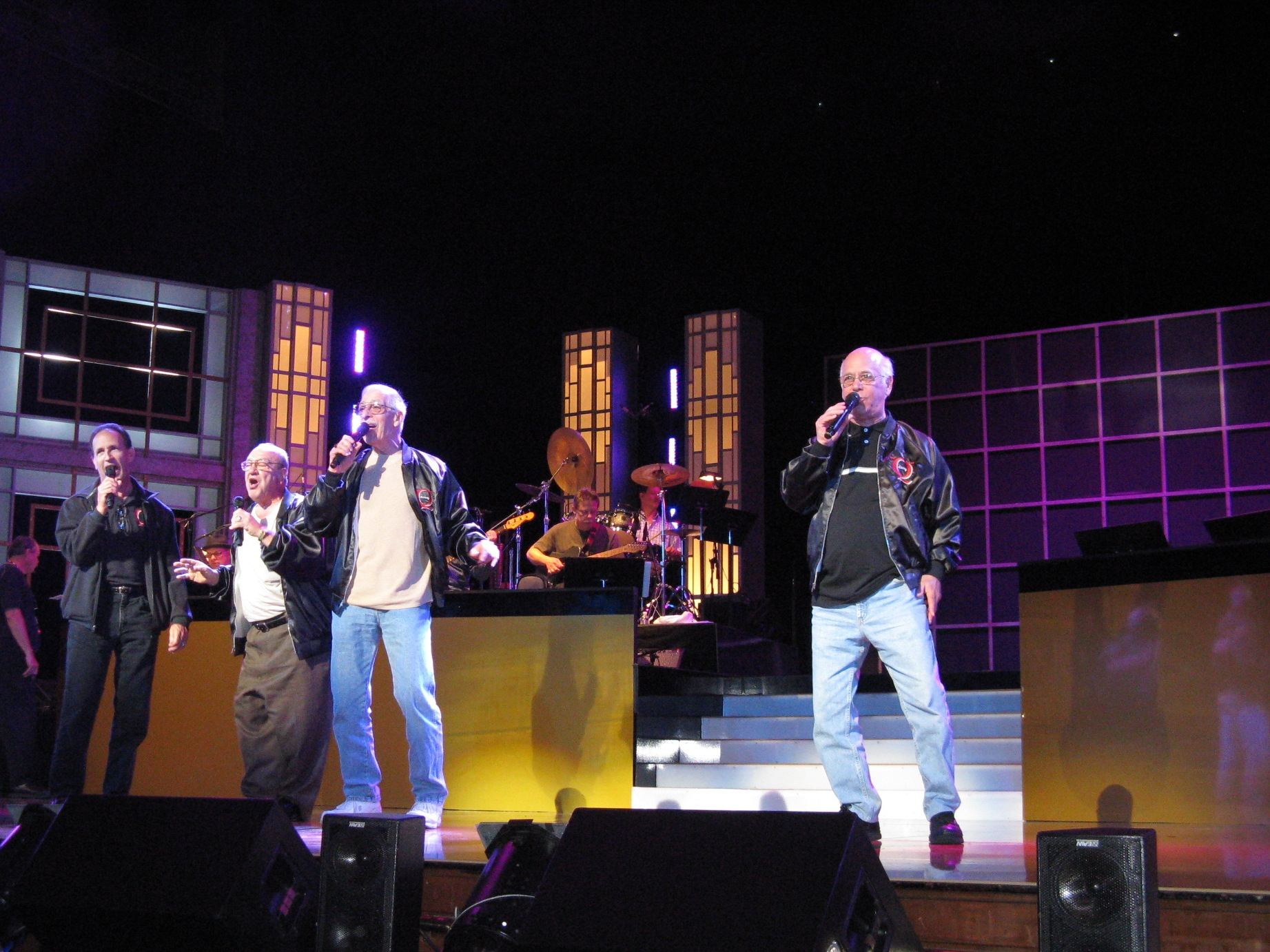
El grupo neoyorquino de Doo wop The Quotations en una actuación en vivo en el Benedum Center, Pensilvania.

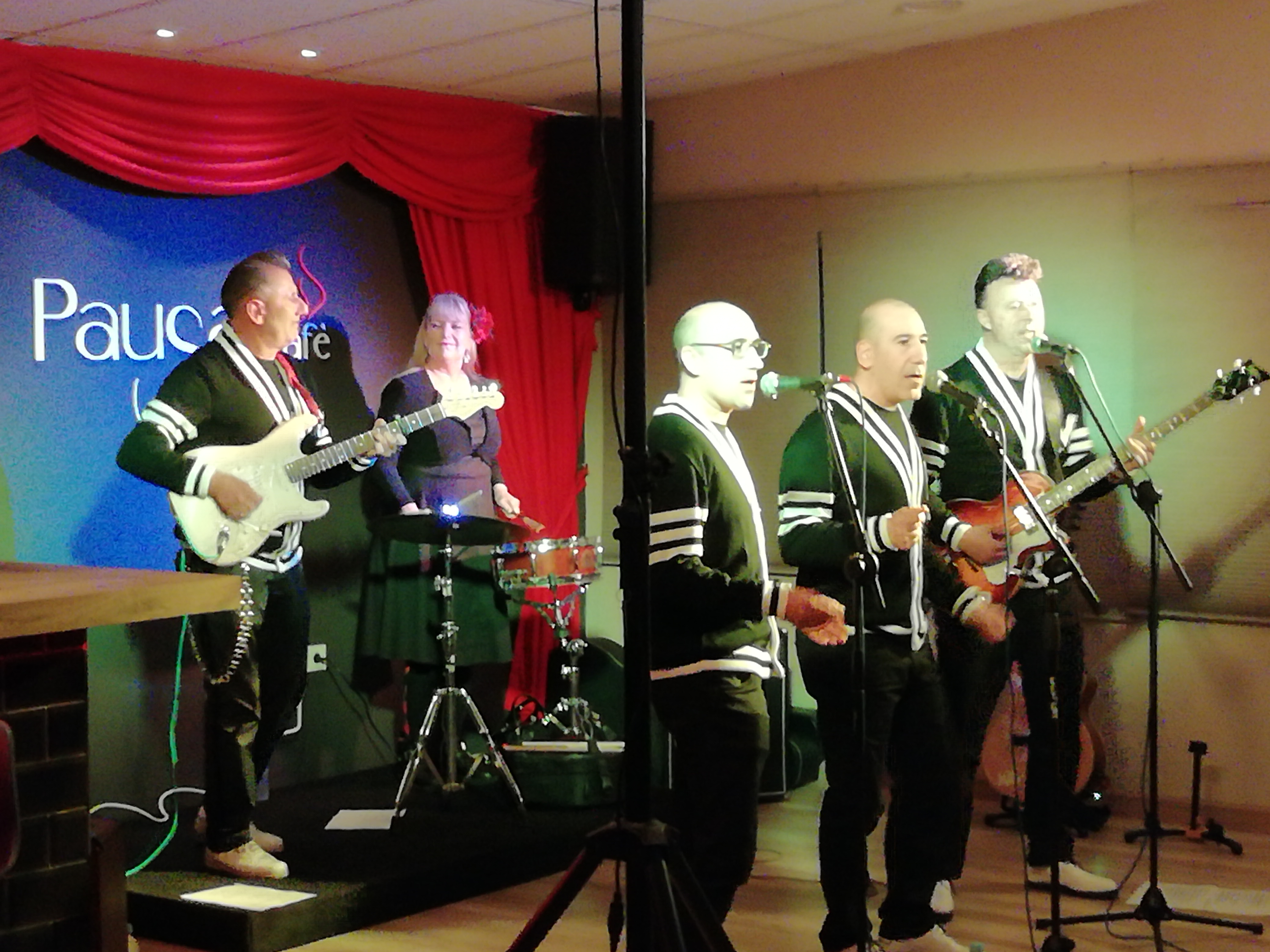
The Mallor-kings, el primer y principal grupo de doo wop de las islas Baleares, España.

Existen desacuerdos sobre el verdadero significado y comienzos de uso del término, aunque los expertos coinciden en que consiste en un estilo de voces armoniosas basadas en el Blues y que suelen incluir sílabas sin sentido que forman su base principal. Generalmente, las voces de acompañamiento incluyen la frase "doo wop ah doo wop", de donde se estima que proviene su nombre.
Al principio, durante su apogeo, no se le llamaba así, este tipo de música no tenía un nombre específico; el término Doo wop no se usaba. En 1950, a este tipo de sonido armonizado se le conocía principalmente como Rock and Roll. y en menor medida Rhythm and blues. Sin embargo, este último era también un término generalizado, puesto que incluía solistas, instrumentalistas y bandas de Jump blues, así como grupos vocales. Puede ser que el término más preciso usado en esos días fuese «Vocal group harmony» (grupo de armonía vocal), pero todavía no contaba con nombre oficial, a pesar de que a finales de 1950 y principios de 1960 dominaba las principales listas de éxitos.
Existe cierta confusión sobre cuál fue la primera grabación que contenía la frase «doo-wop». Generalmente se reconoce a When You Dance, del grupo The Turbans (Herald Records H-458) de 1955, como al primer tema de éxito en usar estas sílabas en su portada, así como al primero en el que se escucha el término «doo-wop». Sin embargo, Tim Lucy, un fan de la armonía vocal, reveló que, el primer sencillo en usarla fue el tema Never en 1954, de un grupo de Los Ángeles llamado Carlyle Dundee & The Dundees  (Space 201), en donde el coro acompaña al vocalista cantando la frase doo wop. Algunos miembros de esta banda se convirtieron posteriormente en una banda llamada The Calvanes.
Erróneamente se informó de que la frase la había acuñado el disc jockey de radio Gus Gossert a principios de 1970. Sin embargo, el mismo Gossert dijo que ya la usaban antes que él para categorizar los discos en California. Luego de algún tiempo, el término cuajó como descripción y categoría para el rythm and blues de armonía vocal. Muchas colecciones que se componían exclusivamente de composiciones originales de este género se vendieron bajo el nombre de doo wop, el cual sigue vigente hoy día.
Larry Chance, el vocalista de la banda The Earls, comentó en una entrevista que; «el Doo wop se había convertido en un arte olvidado debido a la creciente proliferación de bandas británicas, así como el sonido Motown, hasta que una serie de dee jays como Gus Gossert, Jerry Blavat y Don K. Reed entre otros, rehusaron aceptar su fin y mostrar a la industria discográfica que todavía había mercado para las viejas bandas de armonía vocal».

## Estilo

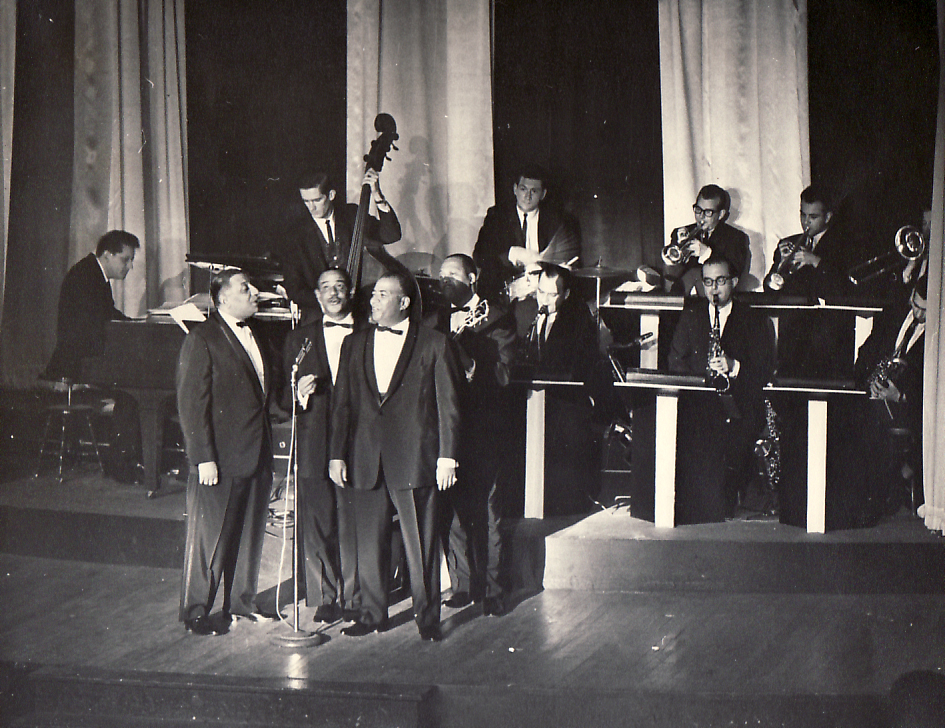
The Mills Brothers en la grabación del tema Till Then (Hasta entonces) en 1944, ambos con vistas al cese de la Segunda Guerra Mundial y de la proliferación de la música doo wop. (Courtesy of the Fraser MacPherson estate c/o Guy MacPherson).

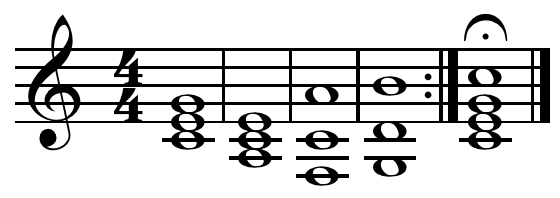
Partitura que representa la típica progresión armónica usada en las composiciones estadounidenses de música popular del oeste.

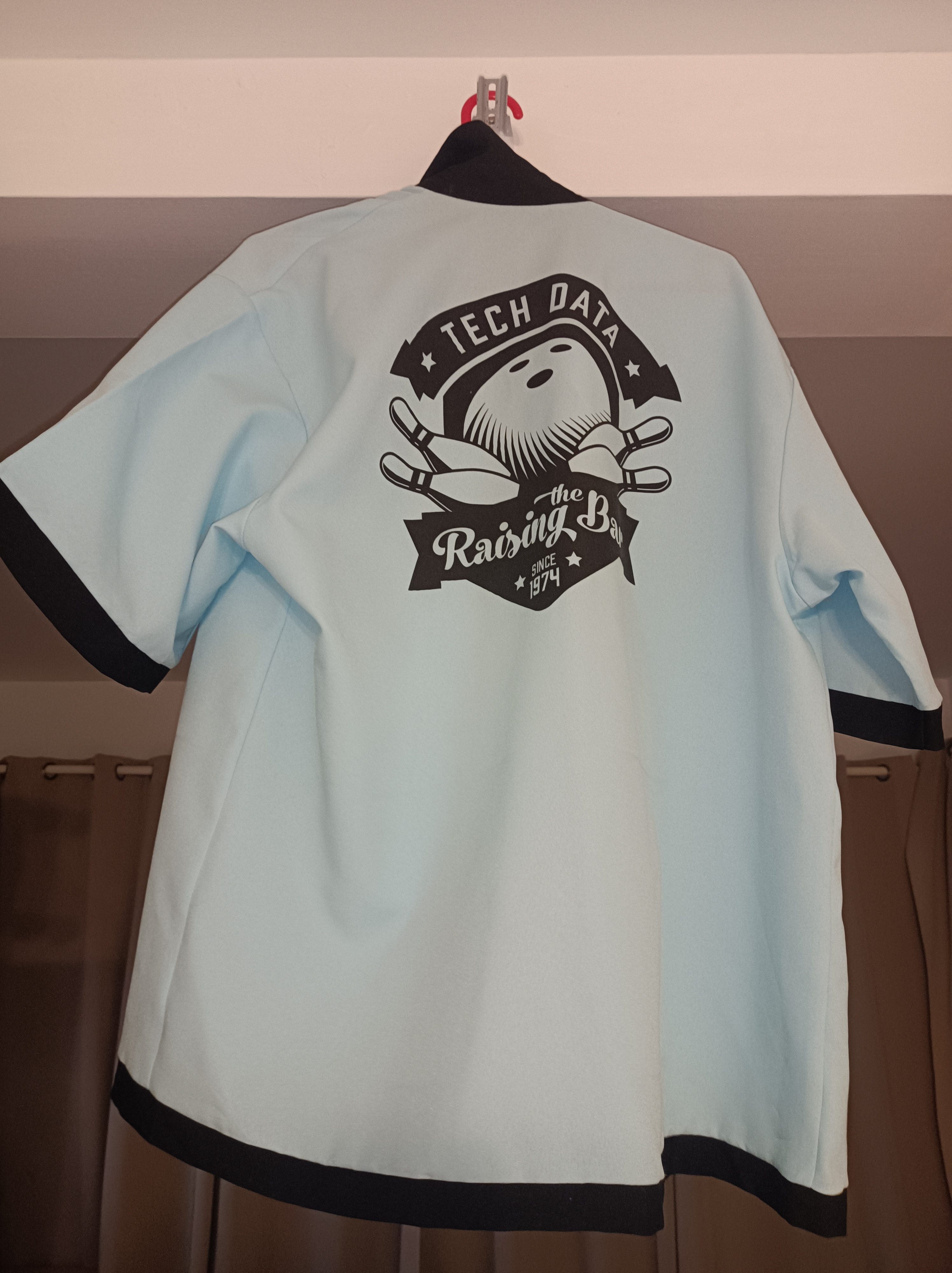
Camisa al estilo bowling típica de la moda doo wopper de la década estadounidense de los 50

El estilo representaba la culminación de largas horas de práctica, y la creatividad de los adolescentes junto al sueño de obtener éxito en el mundo de la música mediante el cruce de estilos, además del amor que sentían por la armonía vocal. Desde su perspectiva, la mejor ruta hacia el éxito consistía en adaptar los estándares de la música popular del momento a los estilos contemporáneos de voces negras. Los pronunciados rasgos de rhythm and blues y góspel en su trabajo, reflejaban las influencias que habían adquirido en su entorno desde su infancia; la iglesia, las actividades sociales y los problemas raciales que afloraban en los getos.
El doo wop está marcadamente relacionado con el entramado rockabilly, prueba de ello se encuentra en el popular tema Little Darlin', de la lista estadounidense American Top 40, escrito por Maurice Williams y publicado por primera vez por The Zodiacs en 1957, el cual se basa en una melodía doo wop con prominente énfasis en clave rítmica. Cabe destacar que, siendo una de las piezas más populares de la época, ha sido interpretada por numerosos artistas, como lo hizo Elvis en su álbum Moody Blue o la banda Sha Na Na en el Woodstock Festival del 69, aunque también las hermanas The Lennon Sisters, con una apreciada, pero corta interpretación que rodaron durante su propio espectáculo musical, emitido desde 1969 hasta 1970, en la cadena de radio y televisión estadounidense ABC. Asimismo, se encuentra dentro de los 100 grandes éxitos de este género.
Las voces de armonías vocales se interpretan y suenan como un eco por debajo de la voz del vocalista principal, el contratenor. Al mismo tiempo, el tenor, de timbre más claro y brillante, canta junto al barítono uniendo sus voces al unísono, permitiendo al tenor llevar el falsete sobre la voz principal, al tiempo que la voz del bajo se posiciona reverberando de fondo al final. A menudo los arreglos se hacen de oído, en contraste con los típicos sofisticados arreglos del acapela contemporáneo.
Uno de los temas más afamados y representativos del género doo wop es el sencillo Earth Angel, grabado y publicado por el grupo The Penguins en septiembre de 1954, bajo el sello Doctone, pero que había evolucionado de otras bandas antes de que ellos lo publicasen por primera vez.
Bandas como Dion and the Belmonts, The Platters, The Crests y un sinfín de agrupaciones que se dividían en grupos de blancos y de negros generó temas muy distintos entre ellos, incluso dentro del mismo estilo. Los grupos negros poseían mayor inclinación al rhythm and blues de los 40, mientras que los blancos, de procedencia italiana, recordaban a las tarantelas napolitanas.
Como peculiaridad, cabe destacar que existía cierta tendencia en algunas bandas a usar nombres de aves en su presentación comercial. De este modo surgieron varias agrupaciones, entre las que cabe mencionar: The Ravens, The Penguins, The Cardinals, The Crows y The Flamingos entre muchos otros.

## Orígenes

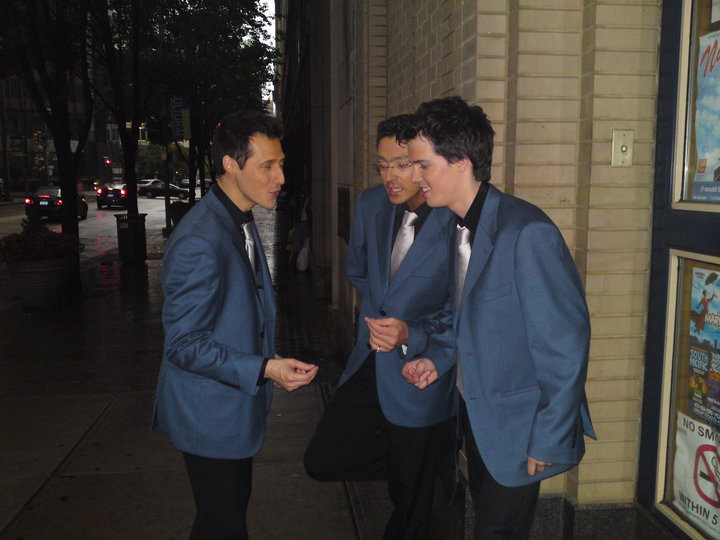
Los Earth Angels Interpretando al tradicional estilo callejero en Pittsburgh.

Sus raíces provienen de los años 1930 y 1940, evolucionando a partir de grupos que cantaban góspel en las iglesias de las aldeas africanas de Estados Unidos. Sin embargo, en este mismo momento se le incorporaron también influencias del blues, dándole su propia identidad. En ocasiones, algunos miembros de las iglesias que cantaban góspel, entre unas tres y seis personas, se acumulaban en las esquinas con su propia música y letras, en general, cantando sobre el amor o las relaciones sentimentales.
Entre uno de los primeros ejemplos grabados en vinilo de música vocal afroamericana se encuentra la canción My Prayer, de los Ink Spots en 1939, los cuales junto a The Mills Bros, fueron uno de los grupos vocales de color más populares entre comienzos de la década de 1930 y 1940. La influencia que los Ink Spots tuvieron en otros grupos vocales fue notable durante este periodo y puede escucharse en las interpretaciones de muchos de ellos, como por ejemplo en The Temptations.
Se estima que la época de su momento principal como estilo, está definida entre dos grabaciones primarias en 1948, It's Too Soon To Know publicada por The Orioles en su álbum It's A Natural y el lanzamiento en 1961 de On Lover's Island por los BlueJays en su álbum Milestone.
A lo largo de la historia se ha desestimado ampliamente la contribución que los hispanos le proporcionaron a los grupos de armonía vocal. Se estima que la razón de esta exclusión fue el hecho de que muchos de ellos se encontraban en una prominente posición para llevar a cabo el papel de cruzado étnicamente en los grupos vocales. En los primeros desarrollos del sonido street corner, especialmente en las ciudades de la costa este de Estados Unidos, los puertorriqueños solían ser los principales vocalistas en algunos grupos, junto a negros y blancos. Como ejemplo, cabe destacar a The Crests, Frankie Lymon & The Teenagers, Five Discs y Tune Weavers que entre muchos otros incluían a latinos para darle formato al sonido del grupo.

## Arquitectura

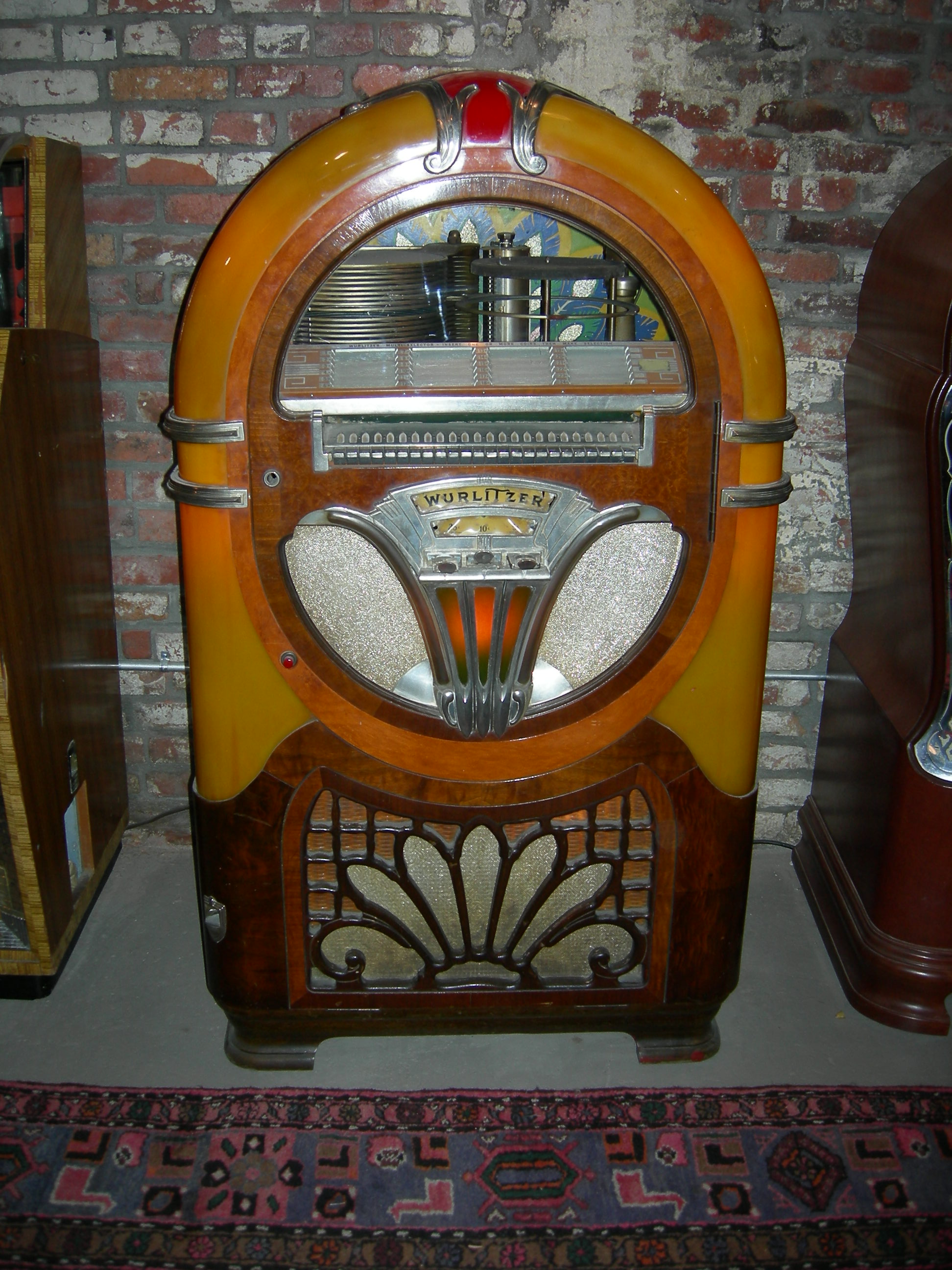
Típica rockola Wurlitzer de 24 sencillos de mediados del siglo XX, fotografiada en una taberna de Georgetown llamada The Stables, Seattle, Washington.

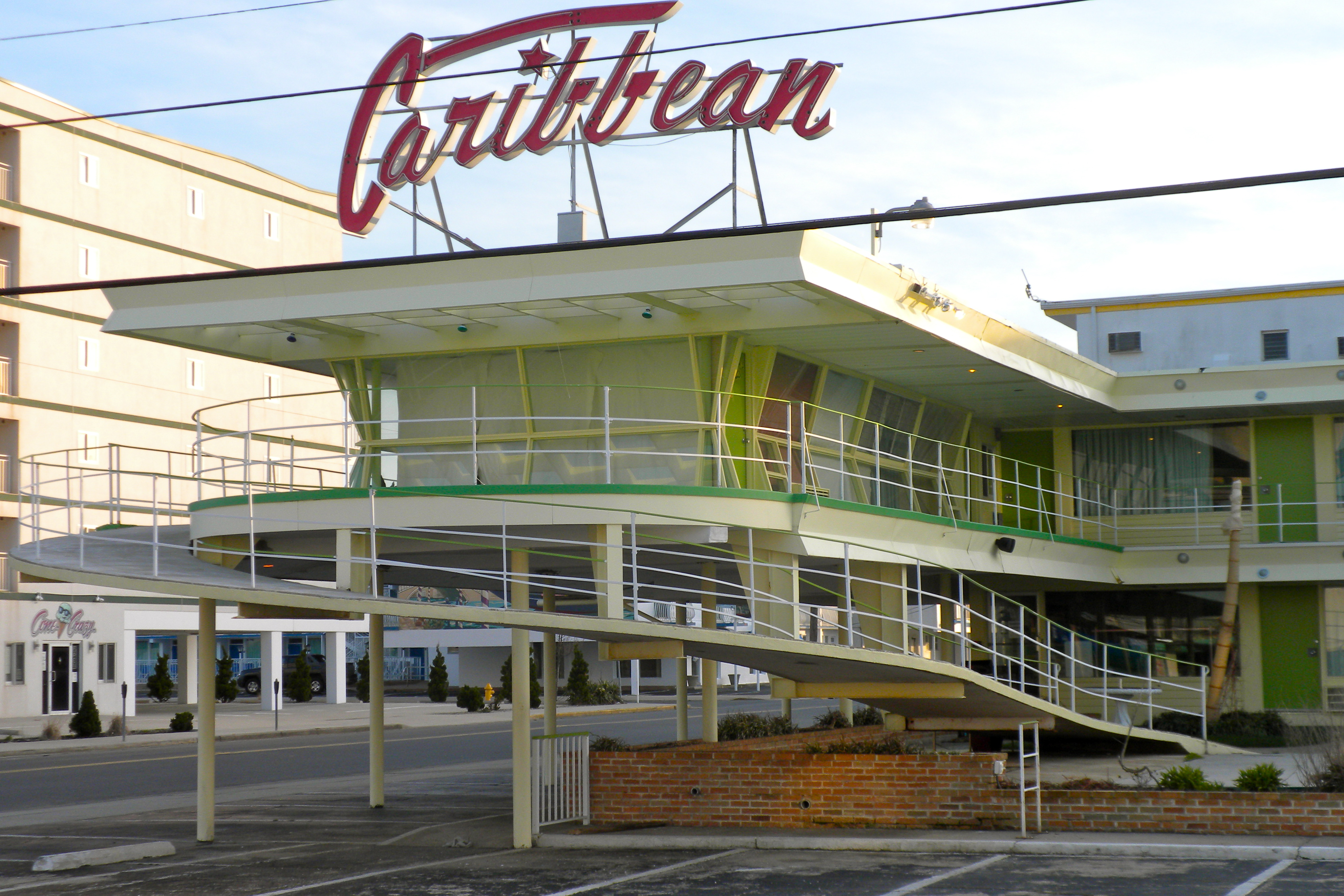
Caribbean Motel en el condado de Cape May (Nueva Jersey) ofreciendo aspecto al estilo de la Era Espacial típico de los años 50 que luego llamaron arquitectura Doo wop.

A principios de 1990, el Mid-Atlantic Center For The Arts acuñó el término Doo wop para describir un tipo de arquitectura conocida como «La era del espacio» que, era común entre los años 50 y 60. Estas edificaciones incorporaban ángulos barrientes, colores vivos, destellos de estrellas, plásticos y formas de búmeran, entre otras cosas. A este mismo estilo, en otras partes de Estados Unidos lo denominan «Googie» o «Populuxe». Asimismo, dentro de él, existen distintas categorías, como por ejemplo, la «Phony Colonee» de estilo patriótico estadounidense, la «Vroom», o la «Blast Off», que usa paredes acristaladas y techo angular que recuerda a una especie de hangares espaciales.